# Benecko
Benecko (en allemand : Benetzko) est une commune du district de Semily, dans la région de Liberec, en Tchéquie. Sa population s'élevait à 1 104 habitants en 2021.

## Géographie
Benecko se trouve à 17 km au sud-est de Semily, à 37 km à l'est-sud-est de Liberec et à 103 km au nord-est de Prague.

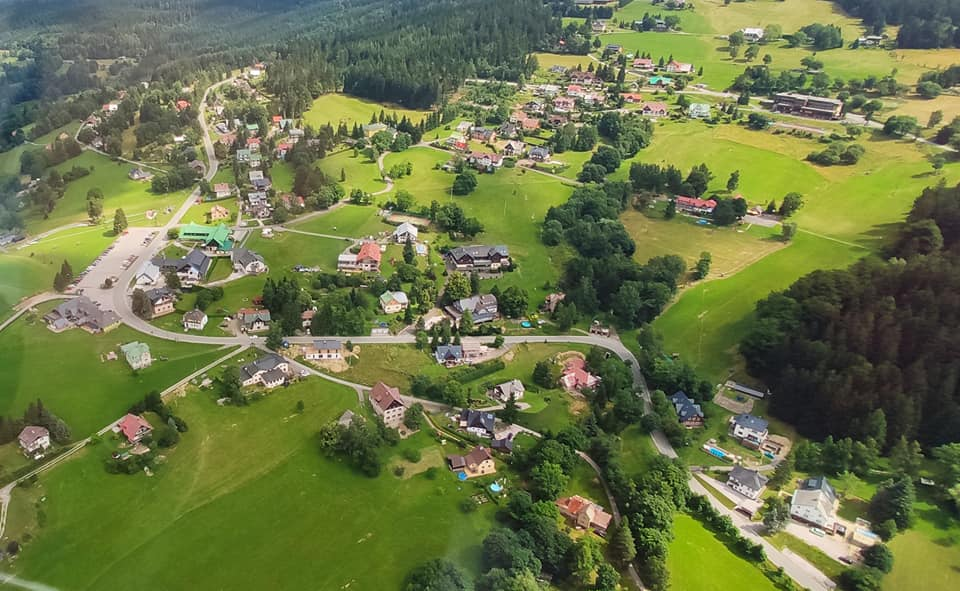
Benecko : vue aérienne.

La commune est limitée par Vítkovice au nord, par Vrchlabí à l'est, par Horní Branná et Jilemnice au sud, et par Víchová nad Jizerou et Jestřabí v Krkonoších à l'ouest.

## Histoire
La première mention écrite du village date de 1304.

## Administration
La commune se compose de huit sections :
- Benecko ;
- Dolní Štěpanice ;
- Horní Štěpanice ;
- Mrklov ;
- Rychlov ;
- Štěpanická Lhota ;
- Zákoutí ;
- Žalý.

## Galerie

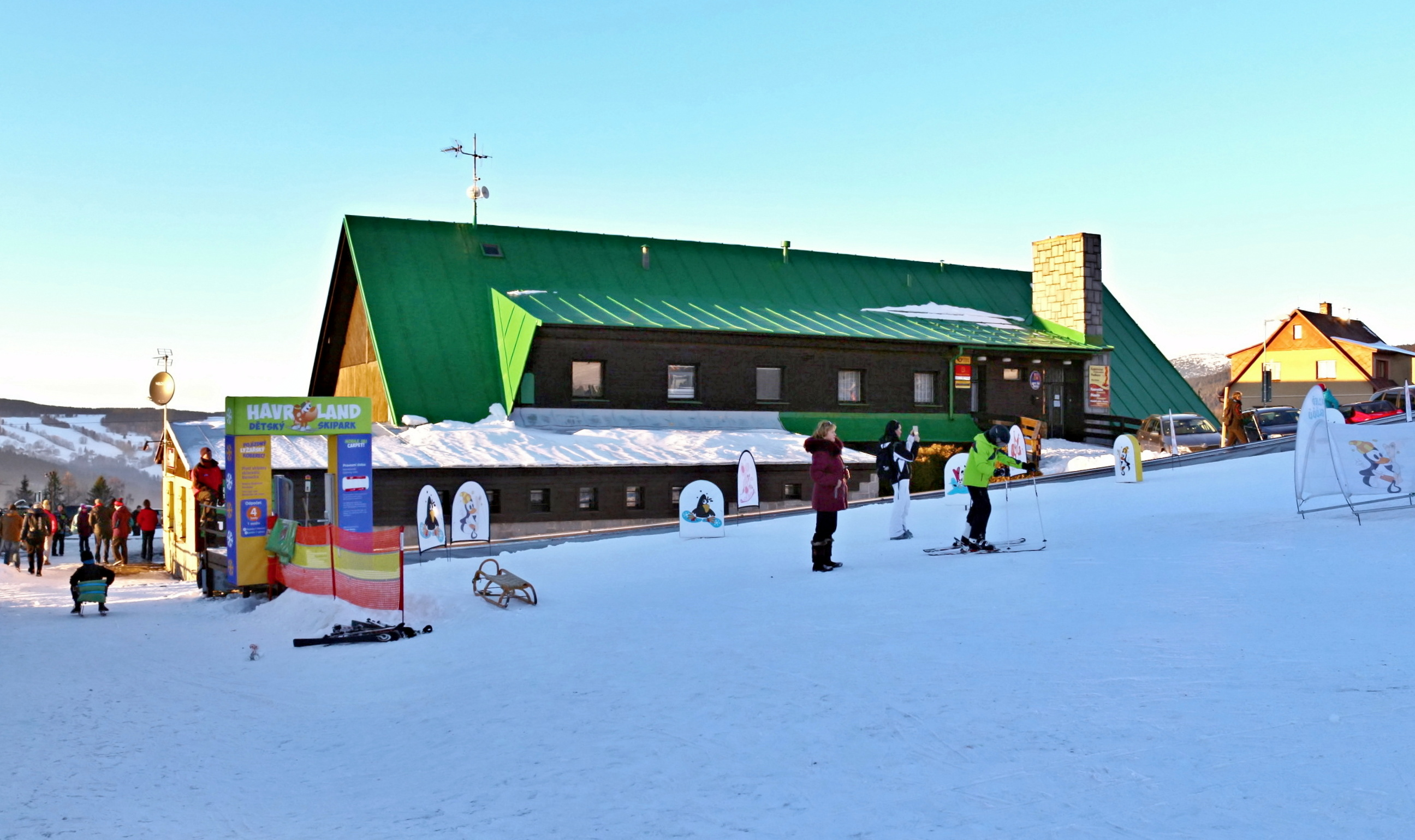
Centre de services municipal.
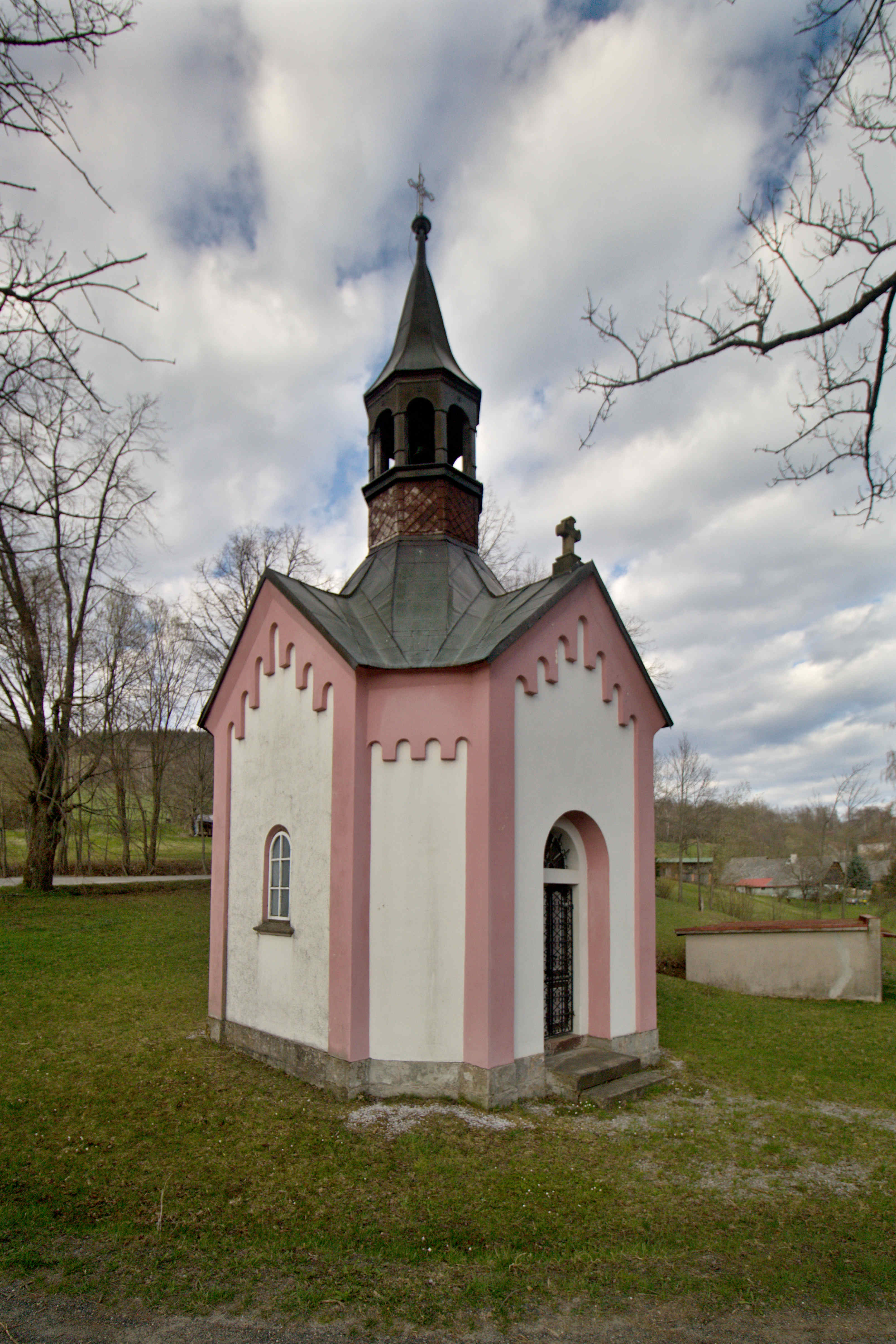
Chapelle à Mrklov.
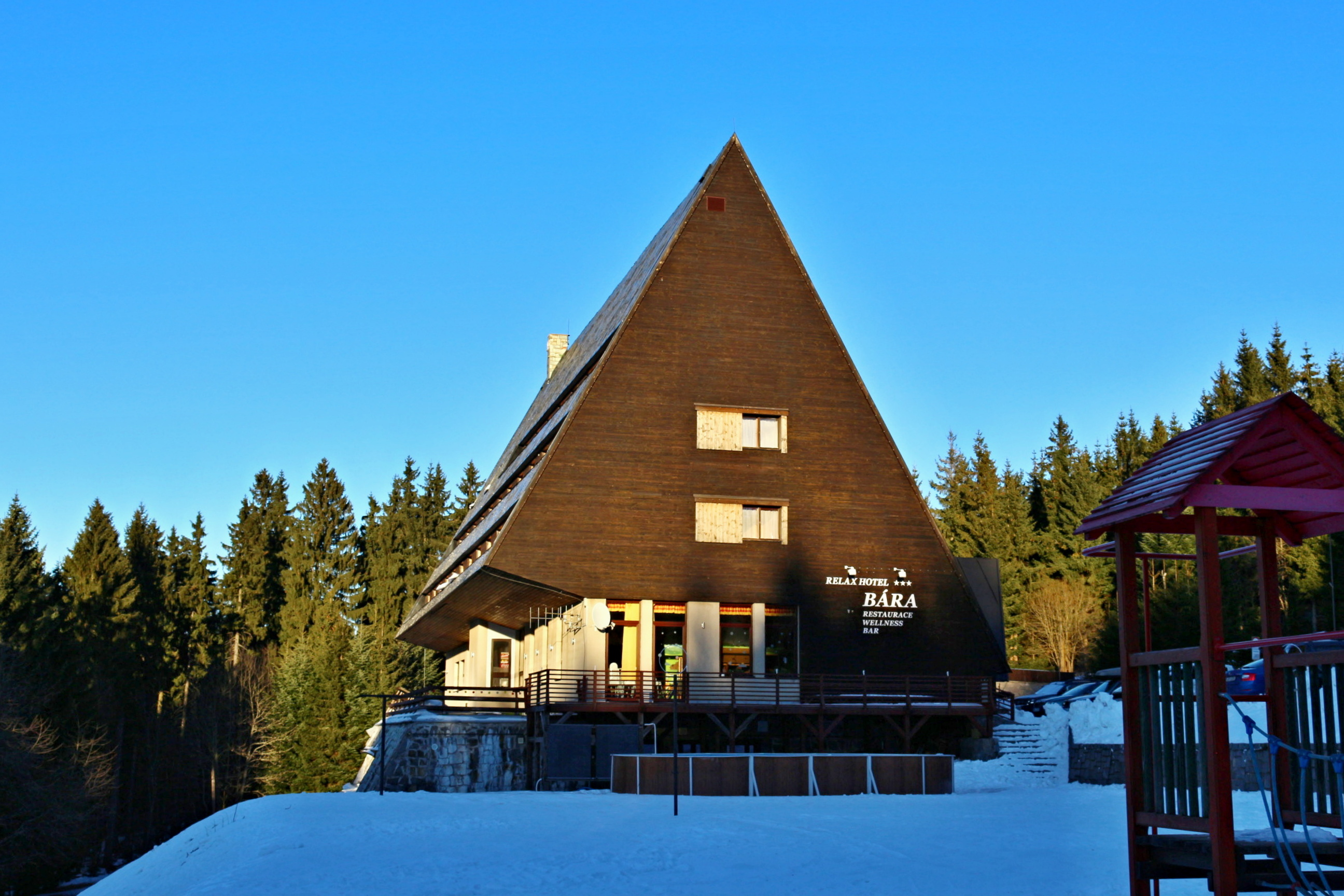
Hôtel à Benecko.

## Transports
Par la route, Benecko se trouve à 9 km du centre de Jilemnice, à 24 km du centre de Semily, à 63 km de Liberec et à 135 km de Prague.